# مارك مارغوليس
مارك مارغوليس (بالإنجليزية: Mark Margolis؛ 26 نوفمبر 1939 – 3 أغسطس 2023) هو ممثل أمريكي بدأ مسيرته الفنية عام 1976.

## حياته الشخصية والوفاة
تزوج مارغوليس من زوجته جاكلين مارغوليس في 3 يونيو 1962. وأنجبا ابنًا هو الممثل مورغان هـ. مارغوليس وحفيدان.
توفي مارغوليس في مستشفى ماونت سيناي في نيويورك بعد صراع قصير مع المرض في 3 أغسطس 2023 عن عمر ناهز الثالثة والثمانين.

## وصلات خارجية
- مارك مارغوليس على موقع IMDb (الإنجليزية)
- مارك مارغوليس على موقع روتن توميتوز (الإنجليزية)
- مارك مارغوليس على موقع ألو سيني (الفرنسية)
- مارك مارغوليس على موقع أول موفي (الإنجليزية)
- مارك مارغوليس على موقع قاعدة بيانات برودواي على الإنترنت (الإنجليزية)
- مارك مارغوليس على موقع قاعدة بيانات الأفلام السويدية (السويدية)
- مارك مارغوليس على موقع إن إن دي بي (الإنجليزية)
- مارك مارغوليس على موقع قاعدة بيانات الفيلم (الإنجليزية)
- مارك مارغوليس على موقع كينوبويسك (الروسية)